# Barathronus multidens
Barathronus multidens är en fiskart som beskrevs av Nielsen, 1984. Barathronus multidens ingår i släktet Barathronus och familjen Aphyonidae. Inga underarter finns listade.